# لكحل عياط
لكحل عياط (8 مارس 1936 بقالمة - 8 يونيو 2006) كان سياسي ومدير المخابرات الجزائرية من عام 1981 إلى غاية 1988. 

## سيرة
يعتبر من بين أبرز الضباط الشباب الذين أرسلتهم جبهة التحرير الوطني خلال الثورة التحريرية لتلقي تدريب في الكليات الحربية العربية، قبل أن يتقلد وظائف رفيعة في الجيش مطلع السبعينات مع تعيينه على رأس قيادة الفرقة الثامنة للمشاة، وهي فرق النخبة، التي كانت ترابض على الشريط الحدودي مع المغرب خلال المواجهات بين الجيش المغربي وقوات جبهة بوليساريو في منتصف السبعينات، تولى لكحل عياط منصب رئيس جهاز المخابرات في 18 يوليو 1981، خلفا للعقيد نور الدين زرهوني المسؤول السابق عن هذا الجهاز، ورقي إلى رتبة لواء عام 1986. بعد إحالته على التقاعد اشتغل في الأعمال الحرة وأصبح ممثلاً معتمداً لمجموعة «كوداك» العالمية وتخصص في تجارة الدواء.

## محاكمته
حوكم اللواء مجدوب الذي أدار الأمن الرئاسي منذ عام 2004، إلى غاية إقالته شهر أوت المنصرم بمعية المدير السابق للعمليات بالأمن الرئاسي، بالإضافة إلى ضابطي صف والملازم الأول، المتهم الرئيس في القضية.
أدين مجدوب بعد قرابة أسبوع من إدانة الجنرال عبد القادر آيت وعرابي المدعو “حسان” بالمحكمة العسكرية للمرسى الكبير في وهران، بينما ينتظر ضابط سام آخر متقاعد من الجيش المحاكمة، ويتعلق الأمر بالجنرال حسين بن حديد الذي اعتقل شهر أكتوبر الفارط بتهمة “استخدام سلاح دون ترخيص وحيازته بشكل غير قانوني”، كما اعتقل قبله نجله قبل إطلاق سراحه من قبل المحكمة.

## وفاته
يوم 8 يونيو 2006 بالجزائر العاصمة وتم تشييع جثمانه بمقبرة العالية بحضور شخصيات من الطبقة السياسية وقدماء المجاهدين وممثلين عن الحكومة ووسائل الإعلام بالإضافة إلى عدد كبير من أصدقاء الفقيد.